# Voetglas

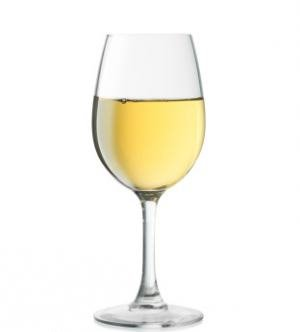
Een modern wijnglas.

Een 17e-eeuws wijnglas uit Venetië.

Een voetglas is een verzamelnaam voor drinkglazen met een steel en een voet.
Voetglazen zijn meestal voor alcoholische dranken, zoals wijn, speciale biersoorten, likeur, martini en champagne. Een voetglas kan van gewoon glas of kristal zijn. Antieke exemplaren kunnen honderden jaren oud zijn. Aangezien de voet kwetsbaar is, kunnen oude voetglazen een hoge waarde hebben.